# Кактус (фильм, 2005)
«Кактус» (фр. Le Cactus) — французская комедия 2005 года, поставленная режиссёрами Жераром Биттоном и Мишелем Мюнцем по собственному сценарию.

## Сюжет
В прологе фильма во время катания на лыжах жизнь Сами спасает его пятнадцатилетний друг Патрик. Друзья дают клятву всегда быть вместе.
Двадцать лет спустя Патрик имеет хорошо оплачиваемую работу, красивую жену Жюстин и квартиру в Париже. Сами работает на телевидении и холост. Он ипохондрик, очень заботится о своем здоровье, постоянно проходит различные медицинские тесты и боится любой болезни. В ожидании результатов сканирования мозга Сами подслушивает разговор врача и медсестры, из которого делает вывод, что не доживёт до зимы. На самом деле они обсуждали кактус, находящийся в палате.
Будучи уверенным, что ему осталось жить всего три месяца, Сами обращается к Патрику и Жюстин. Патрик берёт отпуск на работе, чтобы сопровождать Сами к целителю в Индию, где тот надеется вылечиться, но одной из множества комических и не очень проблем на их пути становится то, что Сами с детства влюблён в Жюстин.

## В ролях
- Кловис Корньяк — Патрик Машадо
- Паскаль Эльбе — Сами
- Алис Тальони — Жюстин
- Пьер Ришар — Кристиан
- Жан-Пьер Дарруссен — Ренар

## Съёмочная группа
- Режиссёр: Жерар Биттон, Мишель Мюнц
- Сценарий: Жерар Биттон, Мишель Мюнц
- Оператор: Эрик Гишар
- Монтажёр: Antoine Vareille
- Композитор: Мишель Мюнц